# كريشنا داس
كريشنا داس (12 أكتوبر 1990 في الهند - ) هو لاعب كريكت هندي. لعب مع Assam cricket team ‏.

## وصلات خارجية
- كريشنا داس على موقع إي آس بي آن كريك إنفو (الإنجليزية)